# 松井沙也香
松井 沙也香（まつい さやか、1983年1月22日 - ）は、日本のレースクイーン、グラビアアイドル。大阪府出身。
趣味は人間観察、ショッピング。特技はバトントワリング。

## レースクイーン
- 2003年：カッチャオガール（全日本GT選手権・第4戦のみ）
- 2004年：Privie Zurichレースクイーン（全日本GT選手権）
- 2005年：梁山泊TEAM TAKAMIZAWA ADVAN GT3（SUPER GT）

## DVD
- SILKY COLLECTION（2004年11月25日、イーネット・フロンティア）
- 浪花のセクシータイフーン（2004年11月19日、アストロシステムジャパン）- 銀玉王・リーチエンジェルとして
- 解禁（2005年6月24日、ぶんか社）
- 激写X 本能 Gカップレースクイーン（2006年1月20日、日本メディアサプライ）
- EIGHT（2006年5月20日、レイフル）[1]
- 激写X 挑発 Gカップレースクイーン（2006年8月18日、日本メディアサプライ）
- 激写X 結界 Gカップレースクイーン（2007年2月16日、日本メディアサプライ）
- All About（2008年10月17日、日本メディアサプライ）
- REVENGE（2009年11月30日、Estudio Bianco）
- 激写X 復活（2009年12月18日、日本メディアサプライ）
- さやかのすべてを・・・（2010年3月26日、ビーエムドットスリー）
- SWEET POISON（2010年6月25日、シャイニングスターエンターテイメント）